# گیببسبورو، نیوجرسی
گیببسبورو (به انگلیسی: Gibbsboro) شهری در ایالت نیوجرسی کشور ایالات متحده آمریکا است که جمعیت آن در سرشماری سال ۲۰۱۰ میلادی، ۲٬۲۷۴ نفر بوده‌است.